# Federico Vahey Alba
Federico Vahey Alba (Vélez-Màlaga, 11 de novembre de 1807 - Madrid, 19 de setembre de 1856) va ser un jutge, magistrat i polític espanyol, ministre durant el regnat d'Isabel II d'Espanya.
Era fill d'un magistrat d'origen irlandès. El 1832 es llicencià en dret a la Universitat de Granada i exercí com advocat fins que fou nomenat Corregidor de la ciutat d'Alhama de Granada en 1834. Jutge interí de Primera Instància en Jerez de la Frontera, el 23 de juny de 1839. En 1844 fou secretari de les Audiències de Barcelona i València. Des de 1847 va ser fiscal togat del Tribunal Major de Comptes. Casat amb Ana Bryan Livermore, germana de bisbe Tomas Bryan Livermore. No van tenir fills.
Va ser elegit diputat a Corts per primera vegada en 1844 i després secretari del Congrés. Fou ministre de Gracia i Justícia des del 14 d'octubre de 1852 al 9 d'abril de 1853 durant el govern de Federico Roncali Ceruti. Després va ser Conseller Reial i director de Companyia dels Camins de Ferro del Nord d'Espanya. Va morir d'una pneumònia el 19 de setembre de 1856.